# Cynea conta
Cynea conta is een vlinder uit de familie van de dikkopjes (Hesperiidae). De wetenschappelijke naam van de soort is voor het eerst geldig gepubliceerd in 1968 door Mielke. Deze naam worst wel beschouwd als een synoniem van Cynea robba subsp. nippa Evans, 1955.